# 艾拉斯科 (密蘇里州)
艾拉斯科（英語：Ilasco）是位於美國密蘇里州羅爾斯縣的非建制地區。

## 歷史
艾拉斯科的郵局於1919年設立，其後於1960年停運。

## 地理
艾拉斯科所處的海拔為高於海平面147米（即482英呎），而該地所採用的時區為UTC-6，即北美中部時區（CST）。同時該地設有夏令時間，為UTC-6調快一小時，即UTC-5（CDT）。